# باتريشيا إيه. غولدمان
باتريشيا آن غولدمان (22 مارس 1942 - 26 يوليو 2023) مسؤولة عامة أمريكية، ومدافعة عن حقوق المرأة. عملت في المجلس الوطني لسلامة النقل منذ عام 1979 وحتى عام 1988، وشغلت معظم الوقت منصب نائب الرئيس.
بدأت غولدمان، وهي خريجة كلية غوتشر، حياتها المهنية في عام 1964 كمساعدة تشريعية في الكابيتول هيل. عملت في العديد من المنظمات السياسية، وأدارت مجموعة الأربعاء (مجموعة من الجمهوريين الليبراليين في مجلس النواب الأمريكي) وترأست فرقة العمل النسائية الجمهورية التابعة للتجمع السياسي الوطني للمرأة. عينها الرئيس جيمي كارتر في عام 1979 في المجلس الوطني لسلامة النقل، وأعاد تعيينها رونالد ريغان في عام 1984.
في عام 1988، دخلت غولدمان القطاع الخاص بصفتها النائب الأول لرئيس شركة خطوط الولايات المتحدة الجوية. أصبحت لاحقًا رئيسة قائمة الرغبات، والتحالف الوطني لسرطان المبيض، الذي شاركت في تأسيسه وعملت في مجلس إدارة مؤسسة تشاتاكوا.

## سيرتها المهنية

### سياسة وطنية
بدأت غولدمان العمل في واشنطن العاصمة إذ عملت مساعدة باحثة في اللجنة الاقتصادية المشتركة التابعة للكونغرس الأمريكي خلال سنتها الأخيرة في غوتشر في عام 1964. وصلت إلى العاصمة معتبرة نفسها مستقلة لكنها سرعان ما انضمت إلى الحزب الجمهوري. على الرغم من أنها خططت لقضاء عام واحد فقط هناك، لكنها قالت مازحة: «أعتقد أنه يمكنك القول إنني أصبت بحمى بوتوماك». منذ عام 1965 وحتى عام 1966، كانت مساعدة تشريعية للجنة فرعية مخصصة في مجلس النواب الأمريكي تركز على الحرب على الفقر (جزء من لجنة التعليم والعمل)، عينها النائب ألبرت كوي موظفة وحيدة للأقلية الجمهورية.
عملت غولدمان مستشار أبحاث لغرفة التجارة الأمريكية في عام 1966 ثم قادت برامج الفقر والقوى العاملة لمنظمة الضغط منذ عام 1967 وحتى عام 1971 خلال فترة أعمال الشغب في المناطق الحضرية. قدمت مشورة تشريعية للرابطة الوطنية للمدن ومؤتمر رؤساء البلديات الأمريكي في عامي 1971 و1972. كتبت في المجلة السياسية ناشيونال جورنال عام 1972 بصفة عاملة حرة.
سياسيًا، تحالفت غولدمان مع الجناح الليبرالي للحزب الجمهوري. وصفت نفسها بأنها مستقلة، وتقدمية، ومعتدلة، ونسوية، و«شخص مفكر»، مضيفة: «لا أعتقد أن النسوية الجمهورية هي تناقض لفظي». كانت واحدة من الجمهوريين القلائل الذين حضروا الاجتماع التأسيسي للتكتل السياسي النسائي الوطني في عام 1971. في عام 1985، وصفتها النائبة أولمبيا سنو بأنها «ثروة من المعلومات والمشورة» للنساء في السياسة.
كانت غولدمان المدير التنفيذي لمجموعة الأربعاء في مجلس النواب الأمريكي، وهو تجمع من الجمهوريين الليبراليين، منذ عام 1972 وحتى عام 1979، ونسقت الجهود التشريعية بين أعضائها البالغ عددهم 31 عضوًا. كانت أيضًا عضوًا في مجلس إدارة جمعية ريبون، وهي مؤسسة فكرية جمهورية ليبرالية. بصفتها رئيسة فرقة العمل النسائية الجمهورية التابعة للتكتل السياسي النسائي الوطني، ساعدت في المؤتمر الوطني الجمهوري لعام 1976 في تأمين التأييد المستمر لتعديل الحقوق المتساوية وحاولت منع برنامج الحزب من معارضة قضية رو ضد وايد. شغلت مناصب تدريسية، منها: زميلة في معهد السياسة في كلية كينيدي للحكومة بجامعة هارفارد، ومحاضرة في معهد بروكينغز، وأستاذة زائرة في مؤسسة وودرو ويلسون الوطنية للمنح الدراسية، التي أرسلتها لحضور المحاضرات في الجامعات في جميع أنحاء البلاد.